# Молодецьке (Покровський район)
Молоде́цьке (до 18 лютого 2016 року — Леніне) — село Удачненської селищної громади Покровського району Донецької області, в Україні. У селі мешкає 148 осіб.

## Загальні відомості
Відстань до райцентру становить близько 21 км і проходить автошляхом Т 0406.
Землі села межують із територією с. Новопідгородне Межівського району Дніпропетровської області.

## Транспорт
Селом проходять автошлях територіального значення Т 0406 Григорівка — Межова — Покровськ і залізнична лінія Покровськ — Чаплине, яка ділить його на північну і південну частини.

## Населення

### Мова
Розподіл населення за рідною мовою за даними перепису 2001 року:
| Мова       | Кількість | Відсоток |
| ---------- | --------- | -------- |
| українська | 128       | 86.49%   |
| російська  | 20        | 13.51%   |
| Усього     | 148       | 100%     |